# Janusz Gancarczyk
Janusz Gancarczyk (Oława, 19 giugno 1984) è un calciatore polacco, centrocampista del Moto-Jelcz Oława.

## Biografia
Ha tre fratelli, Marek Gancarczyk, Waldemar Gancarczyk e Mateusz Gancarczyk, anche loro calciatori.

## Carriera
In passato ha giocato per il MKS Oława, il Górnik Polkowice e lo Śląsk Breslavia.
A gennaio del 2010 si trasferisce al Polonia Varsavia.
A luglio del 2011 firma un triennale per lo Zagłębie Lubin.

## Statistiche

### Cronologia presenze e reti in Nazionale
| Cronologia completa delle presenze e delle reti in nazionale ― Polonia | Cronologia completa delle presenze e delle reti in nazionale ― Polonia | Cronologia completa delle presenze e delle reti in nazionale ― Polonia | Cronologia completa delle presenze e delle reti in nazionale ― Polonia | Cronologia completa delle presenze e delle reti in nazionale ― Polonia | Cronologia completa delle presenze e delle reti in nazionale ― Polonia | Cronologia completa delle presenze e delle reti in nazionale ― Polonia | Cronologia completa delle presenze e delle reti in nazionale ― Polonia |
| Data                                                                   | Città                                                                  | In casa                                                                | Risultato                                                              | Ospiti                                                                 | Competizione                                                           | Reti                                                                   | Note                                                                   |
| ---------------------------------------------------------------------- | ---------------------------------------------------------------------- | ---------------------------------------------------------------------- | ---------------------------------------------------------------------- | ---------------------------------------------------------------------- | ---------------------------------------------------------------------- | ---------------------------------------------------------------------- | ---------------------------------------------------------------------- |
| 18-11-2009                                                             | Bydgoszcz                                                              | Polonia                                                                | 1 – 0                                                                  | Canada                                                                 | Amichevole                                                             | -                                                                      |                                                                        |
| Totale                                                                 |                                                                        | Presenze                                                               | 1                                                                      |                                                                        | Reti                                                                   | 0                                                                      |                                                                        |